# Roman Szydłowski

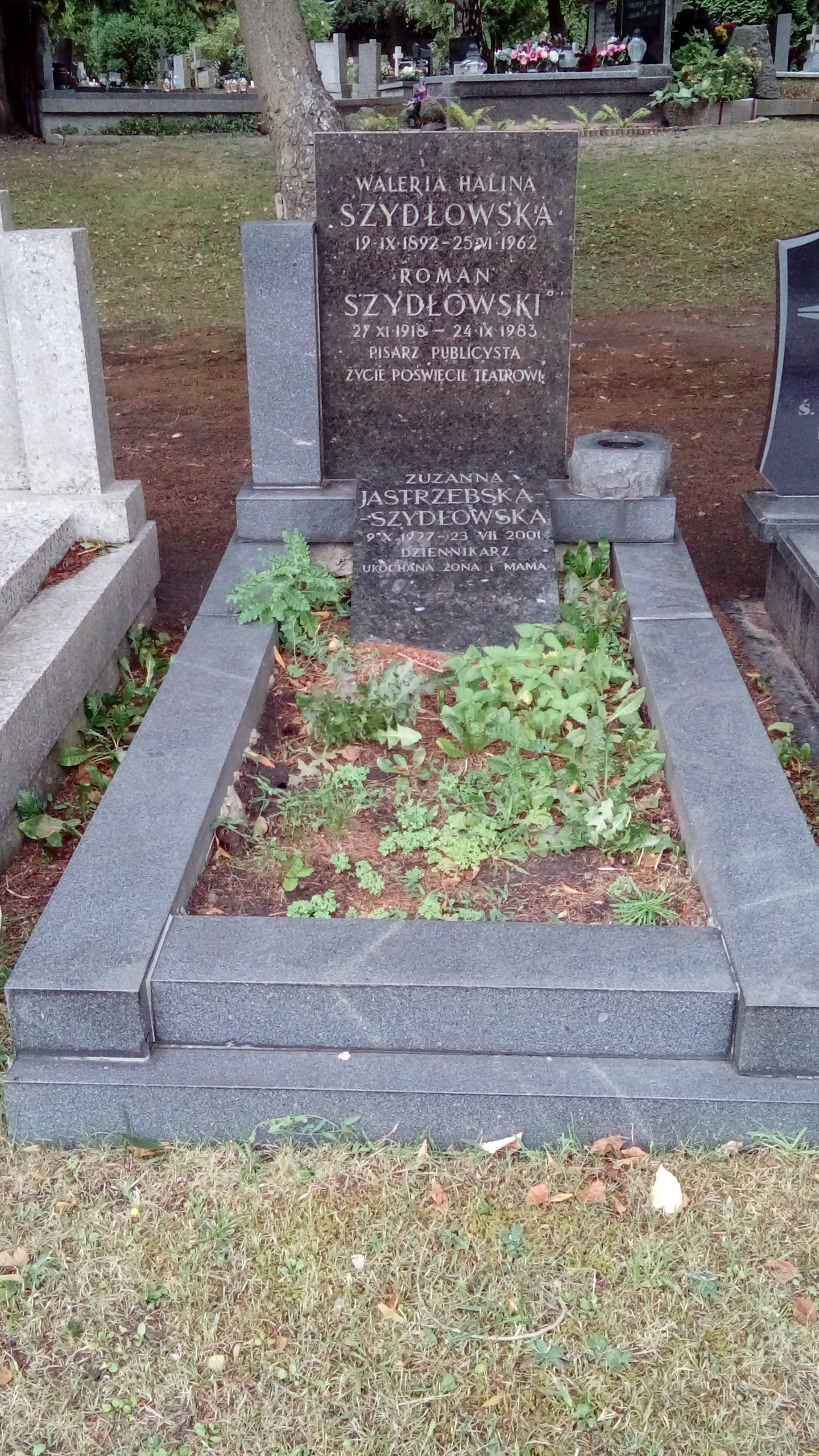
Grób Romana Szydłowskiego na Cmentarzu Wojskowym na Powązkach

Roman Szydłowski (ur. 27 listopada 1918 w Tarnowie, zm. 24 września 1983 w Warszawie) – polski krytyk teatralny, dziennikarz. Doktor praw Uniwersytetu Jagiellońskiego, doktor nauk humanistycznych Uniwersytetu Warszawskiego, cenzor, kierownik Wojewódzkiego Urzędu Kontroli Prasy, Publikacji i Widowisk, kierownik Wydziału Propagandy KC PZPR.

## Życiorys
Urodził się jako Roman Szancer w rodzinie zasymilowanych Żydów, jego ojciec był współwłaścicielem młyna w Tarnowie. W 1938 rozpoczął studia na Uniwersytecie Jagiellońskim, po wybuchu II wojny światowej przerwał naukę. Nie posiadając karty mobilizacyjnej nie mógł wstąpić do wojska, powrócił do Tarnowa i wraz z innymi mieszkańcami miasta przedostał się do Lwowa. Mimo prób nie został przyjęty na radziecki Uniwersytet Lwowski, rozpoczął naukę w lwowskiej szkole technicznej. Po odmowie przyjęcia obywatelstwa radzieckiego otrzymał nakaz przesiedlenia na Syberię, ale uciekł z transportu i dzięki sfałszowanym dokumentom i pomocy Mariana Eile pozostał we Lwowie. Po wkroczeniu wojsk hitlerowskich przedostał się do Tarnowa, a następnie do Warszawy, gdzie zaczął posługiwać się nazwiskiem Szydłowski. Był uczniem tajnych kompletów z zakresu prawa, poznał też zakonspirowane środowisko artystyczne. Po aresztowaniu przez gestapo przez kilka miesięcy był uwięziony, a na po wyjściu na wolność przeniósł się do Krakowa. Uratował rodziców uwięzionych w getcie w Tarnowie. Po zakończeniu wojny wstąpił do Milicji Obywatelskiej, a następnie do Polskiej Partii Robotniczej (później w PZPR). Po ukończeniu szkoleń partyjnych został pracownikiem cenzury, a wkrótce potem kierownikiem wydziału propagandy w urzędzie wojewódzkim i wiceprzewodniczącym krakowskiego oddziału Towarzystwa Przyjaźni Polsko-Radzieckiej. Pełnił funkcję redaktora naczelnego „Kultury” oraz razem z Marianem Eile współtworzył „Przekrój”. Posądzony o poglądy prawicowo-nacjonalistyczne został usunięty z zajmowanych stanowisk i został sekretarzem w „Głosie Ludu”, a po połączeniu z „Robotnikiem” w „Trybunę Ludu” początkowo był zastępcą sekretarza, a następnie szefem działu kulturalnego. Zastąpił tam Jana Alfreda Szczepańskiego, który został usunięty ze względów politycznych. Prawdopodobnie Roman Szydłowski jest autorem określenia „Wyścig Pokoju”, w 1948 powierzono mu rolę opiekuna delegacji francuskiej na Kongresie Intelektualistów we Wrocławiu. Od 1949 pełnił funkcję wiceministra kultury, a od 1952 prezesa Związku Literatów Polskich. Od połowy lat 50. był wziętym recenzentem sztuk teatralnych oraz autorem felietonów i wydawnictw o tematyce związanej z teatrem (m.in. na łamach „Trybuny Ludu”). Był organizatorem i prezesem powstałego w 1969 Klubu Krytyki Teatralnej Stowarzyszenia Dziennikarzy Polskich i Międzynarodowych, pełnił tę funkcję do 1977 (później był członkiem honorowym). Stowarzyszenie to pełniło rolę polskiej sekcji działającego pod egidą UNESCO Międzynarodowego Stowarzyszenia Krytyków Teatralnych (AICT/IATC). Od 1978 do 1981 był redaktorem naczelnym „Annuaire International du Theâtre”, należał do współtwórców i jurorów festiwali teatralnych odbywających się w kraju i poza jego granicami. Był tłumaczem utworów Bertolta Brechta i Erwina Piscatora. Pochowany na cmentarzu Powązki Wojskowe w Warszawie (kwatera L-1-15).
W 1955 „za zasługi w pracy zawodowej” jako pracownik „Trybuny Ludu” został odznaczony Złotym Krzyżem Zasługi. W 1978 otrzymał Dyplom za 30-letnią nieprzerwaną pracę w "Trybunie Ludu". W 1979 otrzymał Dyplom Ministerstwa Kultury ZSRR.

## Dorobek literacki
- „Dramaturgia Bertolta Brechta” (1965);
- „Anglosaska Melpomena” (1971);
- „Teatr w Polsce” (1972);
- „Dramaturgia Leona Kruczkowskiego” (1972);
- „Bertolt Brecht” (1973);
- „The Ester Rachel Kamińska State Jewish Theater” (1983);
- „Wojna zaczęła się w Tarnowie” (1991).

Roman Szydłowski był inicjatorem i współwydawcą Międzynarodowej Encyklopedii Teatralnej.